# Quanta Plus
Quanta Plus (auch Quanta+) oder nur Quanta war ursprünglich sowohl ein Quelltext-Editor als auch ein WYSIWYG-Editor zur Erstellung von Internetseiten, der für die Arbeitsfläche K Desktop Environment geschrieben wurde.
Quanta bot darüber hinaus umfangreiche Funktionen wie komplexes Projektmanagement. Es unterstützte unter anderem HTML, XHTML, XML, Java, PHP und JavaScript. Debugging wurde unterstützt. Damit kann Quanta als (Web-)Entwicklungsumgebung bezeichnet werden.
In den Jahren 2003 bis 2006 wurde Quanta Plus von den Mitgliedern des Forums LinuxQuestions.org zum besten Web-Editor gewählt.
Seit 2009 wird Quanta nicht mehr weiterentwickelt; ein Teil seiner Funktionalität wurde 2012 in das Schwesterprojekt KDevelop übertragen. Darüber hinaus wird die Anwendung vom Trinity Desktop Environment gepflegt und ist als Teil dessen verfügbar.